# جو هولمز
جو هولمز (بالإنجليزية: Joe Holmes)‏ هو عازف قيثارة أمريكي، ولد في 11 يونيو 1963 في نيوجيرسي في الولايات المتحدة.

## وصلات خارجية
- الموقع الرسمي
- جو هولمز على موقع ميوزك برينز (الإنجليزية)
- جو هولمز على موقع أول ميوزيك (الإنجليزية)
- جو هولمز على موقع ديسكوغز (الإنجليزية)